# 澳洲愛國主義
澳洲愛國主義（英語：Australian patriotism），澳洲愛國主義涉及澳洲人對自己祖國文化的深厚依戀。與一些人認為的澳洲民族主義不同，澳洲愛國主義注重的是價值觀而非對國家的簡單承諾。
根據2014年的世界價值觀調查，超過90%的澳洲人對自己的國家感到「非常自豪」或「相當自豪」。